# Bandera Move
Bandera Move é o terceiro EP da cantora brasileira Claudia Leitte. Foi lançado em 13 de dezembro de 2019.

## Singlese divulgação
"Bandera" foi lançado em 1 de outubro de 2019 como primeiro single do EP.

### Turnê
Para divulgar o EP, Claudia embarcou na Bandera Tour que começou antes do EP ser lançado em 26 de outubro de 2019.

## Lista de faixas
Lista de faixas adaptadas Apple Music.
| N.º            | Título                                 | Compositor(es)                                                                      | Produtor(es)          | Duração |  |
| 1.             | "Bandera"                              | Lil Eddie M-Phazes Magnificent Priscilla Renea Claudia Leitte                       | Lil Eddie Magnificent | 2:48    |  |
| 2.             | "Fin de Semana" (com Messiah & D'banj) | D'Banj Mike Sabath Beto Perez Reggi “El Autentico” Jose Luis Arroyave Sergio Minski | Sabath Minski         | 3:37    |  |
| 3.             | "Let's Go" (com Carlinhos Brown)       | Leitte Sabath Perez El Autentico Arroyave Minski                                    | El Autentico Sabath   | 3:35    |  |
| 4.             | "Perigosinha"                          | Leitte Felipe Amorim Kaleb Junior Caio Sanfoneiro Vitinho Sanfoneiro Jack Palace    | Laércio da Costa      | 3:16    |  |
| Duração total: | Duração total:                         | Duração total:                                                                      | Duração total:        | 13:08   |  |

## Desempenho nos charts musicais
Download digital e streaming
| Parada (2020) | Melhor posição |
| ------------- | -------------- |
| iTunes Store  | 1              |

Parada semanal
| Parada (2020)  | Melhor posição |
| -------------- | -------------- |
| Top 100 Albums | 17             |
| Apple Music    | 67             |